# 1629 год в науке
В 1629 году произошли различные научные и технологические события, некоторые из которых представлены ниже.

## События
- Французский математик Пьер Ферма начал исследования в области (ещё не созданного) математического анализа. В частности, он научился находить квадратуру степенной функции любого порядка и выяснил метод проведения касательных к алгебраическим кривым[1].

## Публикации
- Английский Королевский ботаник Джон Паркинсон опубликовал трактат «Paradisi in Sole Paradisus Terrestris: a garden of all sorts of pleasant flowers which our English ayre will permit to be noursed up».[2].
- Английский химик Артур Ди, придворный врач русского царя Михаила Фёдоровича, опубликовал в Базеле свой главный труд: «Fasciculus Chemicus, Chymical Collections. Expressing the Ingress, Progress, and Egress, of the Secret Hermetick Science out of the choicest and most famous authors».

## Родились
См. также: Категория:Родившиеся в 1629 году
- 14 апреля — Христиан Гюйгенс, голландский математик, астроном, физик и изобретатель, первый президент Парижской академии наук, конструктор часов с маятником и один из создателей теории вероятностей (умер в 1695 году).
- (?) — Лоран Кассегрен, французский оптик, его оригинальная модель телескопа используется и в наше время (умер в 1693 году).

## Скончались
См. также: Категория:Умершие в 1629 году
- 13 июля — Каспар Бартолин, знаменитый датский врач, чьи книги были переведены на многие языки и много лет служили учебниками по человеческой анатомии (род. в 1574 году)